# Incendie de Cloquet
L'incendie de Cloquet  est un important incendie de forêt dans le nord du Minnesota, aux États-Unis, en octobre 1918, causé par des étincelles sur les chemins de fer locaux et des conditions sèches. L'incendie a dévasté une grande partie de l'ouest du comté de Carlton, affectant principalement le lac Moose, la ville de Cloquet et dans une moindre mesure, la ville de Kettle River. Ce fut la pire catastrophe naturelle de l'histoire du Minnesota en termes de nombre de victimes en une seule journée.
Au total, 453 personnes sont mortes et 52 000 personnes ont été blessées ou déplacées. Trente-huit communautés ont été détruites, 100 000 hectares sont partis en fumée, causant 73 millions de dollars (1,42 milliard de dollars en dollars américain en 2023) de dommages matériels. Treize millions de dollars d'aide fédérale ont été déboursés à la suite de cette catastrophe.